# Corny
Corny ist eine Ortschaft und eine ehemalige französische Gemeinde mit 385 Einwohnern (Stand 1. Januar 2022) im Département Eure in der Region Normandie. Sie gehörte zum Arrondissement Les Andelys und zum Kanton Les Andelys. Die Einwohner werden Corniliens genannt.
Mit Wirkung vom 1. Januar 2019 wurden die ehemaligen Gemeinden Boisemont, Corny und Fresne-l’Archevêque zur Commune nouvelle Frenelles-en-Vexin zusammengelegt und haben in der neuen Gemeinde den Status einer Commune déléguée. Der Verwaltungssitz befindet sich im Ort Boisemont.

## Geographie
Corny liegt etwa 33 Kilometer südöstlich von Rouen.
Nachbarortschaften von Corny sind Écouis im Norden, Boisemont im Süden und Osten, Les Andelys im Süden und Südwesten sowie Fresne-l’Archevêque im Westen.

## Bevölkerungsentwicklung
| Jahr                      | 1962 | 1968 | 1975 | 1982 | 1990 | 1999 | 2006 | 2016 |
| Einwohner                 | 122  | 127  | 176  | 193  | 276  | 262  | 308  | 3747 |
| Quelle: Cassini und INSEE |      |      |      |      |      |      |      |      |

## Sehenswürdigkeiten
- Dreifaltigkeits-Kirche (Église de Sainte-Trinité)